# Чемпионшип ЮСЛ
Чемпионшип ЮСЛ (англ. USL Championship) — профессиональная футбольная лига в США. Официально санкционирована Федерацией футбола США как второй уровень футбольных лиг в США после MLS.
Лига принадлежит и управляется организацией United Soccer League, ранее называвшейся United Soccer Leagues. Штаб-квартира лиги расположена в городе Тампа.

## История

### Создание
8 сентября 2010 года организация United Soccer Leagues выпустила пресс-релиз о создании лиги USL Pro. Лига была сформирована в результате слияния лиг USL First Division (второй по уровню дивизион) и USL Second Division (третий по уровню дивизион) после переходного сезона 2010 года, в котором ни USL First Division, ни Североамериканская футбольная лига (NASL) не получили санкцию от Федерации футбола США, в результате чего проводилась временная лига USSF Division 2 Professional League.

### Сезон 2011
В начале 2011 года полностью определился состав участников новой лиги, в сезоне взяли старт 15 команд, разделённых на 3 конференции — «Международную», «Национальную» и «Американскую». Этими командами являлись: «Рочестер Райнос», перешедшие из NASL и ранее игравшие в USL-1 и USSF D-2; 6 клубов, перешедших из USL-2 — «Питтсбург Риверхаундс», «Ричмонд Кикерс», «Уилмингтон Хаммерхэдс» (вернувшиеся после годичного перерыва), «Харрисберг Сити Айлендерс», «Чарлстон Бэттери» и «Шарлотт Иглз»; ранее игравшие в четвёртом дивизионе «Дейтон Датч Лайонс»; 3 клуба пришедших из чемпионата Пуэрто-Рико — «Пуэрто-Рико Юнайтед», «Ривер Плейт Пуэрто-Рико» и «Севилья Пуэрто-Рико»; 4 вновь сформированных клуба — «Лос-Анджелес Блюз», «Нью-Йорк», «Орландо Сити» (переехавшие во Флориду из Техаса «Остин Ацтекс»), а также представлявшие Антигуа и Барбуду «Антигуа Барракуда».
10 мая 2011 года, месяц спустя после старта первого сезона лиги, организация USL объявила, что исключает из USL Pro три пуэрто-риканских клуба из-за серьёзных финансовых проблем. Результаты уже сыгранных матчей с участием исключённых клубов были аннулированы. Количество туров регулярного чемпионата осталось прежним — 24. Был пересмотрен формат плей-офф в связи с расформированием Международной конференции, две оставшиеся команды которой — «Антигуа Барракуда» и «Лос-Анджелес Блюз» — были переведены в Американскую и Национальную конференции соответственно.

### Сезон 2012
В начале 2012 года было объявлено, что ФК «Нью-Йорк» не вернётся в USL Pro в предстоящем сезоне, количество команд в лиге сократилось до 11, конференции были распущены.

### Сезон 2013
В сезоне 2013 в лигу влились две новых команды — «Финикс» и «Ви Эс Ай Тампа-Бэй».
В январе 2013 года организации MLS и USL достигли долгосрочного соглашения об интеграции резервной лиги MLS и лиги USL Pro. Согласно договору спаренные дубли клубов MLS и клубы USL Pro должны были проводить «межлиговые» матчи или клубы MLS в соответствии соглашениям об аффилиации с клубами USL Pro обязывались отдавать в сезонную аренду не менее четырёх собственных игроков. О партнёрстве с клубами USL Pro в сезоне 2013 объявили четыре клуба MLS: «Спортинг Канзас-Сити» с «Орландо Сити», «Филадельфия Юнион» с «Харрисберг Сити Айлендерс», «Ди Си Юнайтед» с «Ричмонд Кикерс» и «Нью-Инглэнд Революшн» с «Рочестер Райнос».
После завершения сезона 2013 года прекратили существование «Ви Эс Ай Тампа-Бэй», отыгравший только один сезон, и один из клубов-учредителей лиги «Антигуа Барракуда», проигравший все 26 матчей в сезоне.

### Сезон 2014
В сезоне 2014 старт в лиге взяли 14 команд. Вступление в лигу в 2014 году клуба, позднее получившего название «Сакраменто Рипаблик», было анонсировано в декабре 2012 года. В июле 2013 года USL объявила о присоединении к лиге также с сезона 2014 клуба, названного позднее «Оклахома-Сити Энерджи». 29 января 2014 года «Лос-Анджелес Гэлакси», первым из клубов MLS, объявил о запуске в USL Pro собственного фарм-клуба — «Лос-Анджелес Гэлакси II». В феврале 2014 года «Лос-Анджелес Блюз» сменили название на «Ориндж Каунти Блюз» и переехали на стадион Калифорнийского университета в Ирвайне. 13 марта 2014 года было объявлено о ликвидации франшизы ФК «Финикс» и её замене на «Аризону Юнайтед». Клубы MLS продолжили аффилироваться с клубами USL Pro: «Хьюстон Динамо» объявил о сотрудничестве с «Питтсбург Риверхаундс», «Коламбус Крю» с «Дейтон Датч Лайонс», «Торонто» с «Уилмингтон Хаммерхэдс», «Ванкувер Уайткэпс» с «Чарлстон Бэттери», совместно «Сан-Хосе Эртквейкс» и «Портленд Тимберс» с «Сакраменто Рипаблик», «Спортинг Канзас-Сити» дополнительно к «Орландо Сити» с «Оклахома-Сити Энерджи».
По окончании сезона 2014 года два клуба покинули USL Pro, перейдя в четвёртый дивизион — Премьер-лигу развития: «Шарлотт Иглз», место которых в следующем сезоне занял «Шарлотт Индепенденс», и «Дейтон Датч Лайонс».

### Сезон 2015

Логотип USL в 2015—2018 гг.

В сезоне 2015 в лиге произошли масштабные изменения. 10 февраля 2015 года лига объявила о смене своего названия на United Soccer League, сокращённо USL. Также было заявлено о подачи в Федерацию футбола США повторной заявки на получение статуса второго дивизиона в иерархии клубного футбола в Соединённых Штатах. Были воссозданы конференции — Восточная и Западная. Количество клубов в USL увеличилось с 14 до 24. К лиге примкнули четыре независимых клуба — «Колорадо-Спрингс Суитбакс», «Сент-Луис», «Талса Рафнекс» и возрождённые «Остин Ацтекс». «Орландо Сити» присоединился к MLS в качестве 21-й франшизы высшей лиги, однако одноимённая франшиза USL переехала в Луисвилл, получив название «Луисвилл Сити». Семь фарм-клубов клубов MLS начали выступления в USL: «Реал Монаркс», «Портленд Тимберс 2», «Сиэтл Саундерс 2», «Монреаль», «Торонто II», «Уайткэпс 2», «Нью-Йорк Ред Буллз II». Также клубы MLS продолжили сотрудничество с клубами USL: новым партнёром «Коламбус Крю» стали «Остин Ацтекс», новым партнёром «Хьюстон Динамо» — «Чарлстон Бэттери», «Колорадо Рэпидз» объявили о партнёрстве с «Шарлотт Индепенденс», «Нью-Йорк Сити» — с «Уилмингтон Хаммерхэдс», «Чикаго Файр» — с «Сент-Луисом», «Даллас» — с «Аризоной Юнайтед». В результате все 20 команд MLS в сезоне 2015 года либо выставляли свои собственные команды в USL, либо были связаны с независимыми клубами USL.

### Сезон 2016
В сезоне 2016 года число клубов в USL выросло до 29. Новыми членами лиги стали: независимые клубы — «Цинциннати» и «Сан-Антонио», «Рио-Гранде Валли Торос» — гибридно-аффилированный с «Хьюстон Динамо», фарм-клубы — «Бетлехем Стил» «Филадельфии Юнион», «Своуп Парк Рейнджерс» «Спортинга Канзас-Сити» и «Орландо Сити Б».
Клуб «Остин Ацтекс» объявил о пропуске сезона 2016 года из-за проблем со стадионом. Их домашней арене «Хаус Парку» был причинён серьёзный ущерб наводнением, произошедшим на День поминовения 2015 года. Возвращение клуба в лигу ожидалось в 2017 году.
«Питтсбург Риверхаундс» стал новым партнёром клуба MLS «Коламбус Крю», «Оклахома-Сити Энерджи» заключил двухлетнее соглашение об аффилиации с «Далласом», а «Чарлстон Бэттери» начал сотрудничать с клубом «Атланта Юнайтед», вступление в MLS которого было намечено на следующий, 2017 год.
По завершении сезона «Уилмингтон Хаммерхэдс» покинули USL, опустившись в Премьер-лигу развития.

### Сезон 2017
6 января 2017 года совет директоров Федерации футбола США проголосовал за предоставление USL временного статуса второго по уровню дивизиона в сезоне 2017 наряду с NASL.
Вошедший в USL новый клуб «Рино 1868», стал партнёром «Сан-Хосе Эртквейкс» из MLS. Перешли в USL два клуба из Североамериканской футбольной лиги — «Тампа-Бэй Раудис» и «Оттава Фьюри». Новый владелец «Аризоны Юнайтед» переименовал команду в «Финикс Райзинг». «Монреаль Импакт» распустил свой фарм-клуб в USL, «Монреаль», в пользу сотрудничества с «Оттава Фьюри». «Остин Ацтекс» в сезоне 2017 года в лигу не вернулись. Клуб «Лос-Анджелес», чьё вступление в MLS было запланировано на следующий сезон, заключил многолетнее соглашение с клубом USL «Ориндж Каунти Блюз», чуть позднее сменившим название на «Ориндж Каунти». «Сан-Антонио» стал новым партнёром клуба высшей лиги «Нью-Йорк Сити».

### Сезон 2018
16 января 2018 года совет директоров Федерации футбола США официально санкционировал United Soccer League как единственную лигу второго дивизиона в сезоне 2018.
Количество клубов-участников в сезоне составило 33. К лиге присоединились новообразованные клубы — независимые «Нэшвилл», «Лас-Вегас Лайтс» и «Фресно», а также фарм-клуб «Атланта Юнайтед 2». Из Североамериканской футбольной лиги перешли ещё два клуба — «Норт Каролина» и «Инди Илевен». Клуб MLS «Ванкувер Уайткэпс» расформировал свой фарм-клуб «Уайткэпс 2» в пользу партнёрского соглашения с «Фресно». «Рочестер Райнос» объявили, что пропустят сезон 2018 из-за нехватки финансирования. «Орландо Сити Б» также не участвовал в сезоне по решению материнского клуба.

### Сезон 2019
25 сентября 2018 года организация United Soccer League, ранее называвшаяся United Soccer Leagues, объявила о ребрендинге своих трёх лиг, в том числе United Soccer League была переименована в USL Championship — Чемпионшип ЮСЛ.
В сезоне 2019 Чемпионшипа ЮСЛ участвовали 36 клубов. В лигу пришли следующие новые клубы: «Бирмингем Легион», «Остин Боулд», заменивший «Остин Ацтекс», «Мемфис 901», «Эль-Пасо Локомотив», «Нью-Мексико Юнайтед», «Хартфорд Атлетик» и «Лаудон Юнайтед» — фарм-клуб «Ди Юнайтед». Из лиги ушли следующие клубы: «Торонто II», «Ричмонд Кикерс» и «Пенн», перешедшие в новообразованный третий профессиональный дивизион — Лигу один ЮСЛ, а также «Цинциннати», на основе которого была создана новая одноимённая франшиза MLS. Кроме того в Лигу один ЮСЛ опустились «Орландо Сити Б» и «Рочестер Райнос», пропускавшие сезон 2018. «Сиэтл Саундерс 2» сменил название на «Такома Дифайенс».
По окончании сезона 2019 лигу покинули три клуба: на смену «Нэшвиллу» была сформирована франшиза MLS, канадский клуб «Оттава Фьюри» приостановил деятельность, так как не получил разрешение на выступление в ЮСЛ от КОНКАКАФ и Федерации футбола США, «Фресно» был расформирован из-за отсутствия футбольного стадиона.

### Сезон 2020
В сезоне 2020 в Чемпионшипе ЮСЛ выступили 35 клубов. К лиге присоединился новообразованный клуб «Сан-Диего Лойал». Права франшизы «Оттавы Фьюри» выкупил клуб «Майами», ранее игравший в Национальной независимой футбольной ассоциации. Три клуба были переименованы: «Бетлехем Стил» в «Филадельфия Юнион II», «Своуп Парк Рейнджерс» в «Спортинг Канзас-Сити II», «Талса Рафнекс» в «Талса».
Сезон приостанавливался с 12 марта по 11 июля 2020 года из-за пандемии COVID-19. По этой же причине финальный матч сезона не был сыгран и чемпион лиги не был определён.
После завершения сезона 2020 Чемпионшип ЮСЛ покинули пять клубов. «Норт Каролина» опустилась в Лигу один ЮСЛ. «Рино 1868» прекратил существование из-за ущерба от пандемии. «Сент-Луис» закрылся в связи с ожидаемым появлением в MLS в 2023 году клуба «Сент-Луис Сити». «Филадельфия Юнион II» и «Портленд Тимберс 2» были сняты их материнскими командами.

### Сезон 2021
В сезоне 2021 число клубов в лиге составило 31. Выкупив права на франшизу из региона Ист-Бэй, в Чемпионшип ЮСЛ перешёл клуб «Окленд Рутс» из Национальной независимой футбольной ассоциации.
После сезона 2021 из Чемпионшипа ЮСЛ ушли шесть клубов. «Шарлотт Индепенденс» спустился в Лигу один ЮСЛ. «ОКС Энерджи» взял однолетний перерыв в выступлениях из-за реконструкции стадиона. «Остин Боулд» сменил владельцев, которые, выразив намерение перевезти клуб в другой крупный город Техаса, объявили о пропуске следующего сезона. «Реал Монаркс», «Спортинг Канзас-Сити II» и «Такома Дифайенс» присоединились к новой лиге профессионального развития для клубов MLS — MLS Next Pro.

### Сезон 2022
В сезоне 2022 Чемпионшип ЮСЛ насчитывал 27 клубов. К лиге присоединился новообразованный клуб «Монтерей-Бэй». Клуб «Детройт Сити» перешёл из Национальной независимой футбольной ассоциации.

### Дальнейшее развитие
Анонсировано появление в лиге в 2023 году нового клуба из Куинса, боро Нью-Йорка — «Куинсборо».

## Клубы-участники

### Действующие клубы
| Клуб                       | Город                         | Стадион                        | Вместимость           | Основан               | Вступил в лигу        | Главный тренер        |
| Восточная конференция      | Восточная конференция         | Восточная конференция          | Восточная конференция | Восточная конференция | Восточная конференция | Восточная конференция |
| -------------------------- | ----------------------------- | ------------------------------ | --------------------- | --------------------- | --------------------- | --------------------- |
| Бирмингем Легион           | Бирмингем, Алабама            | Протектив Стэдиум              | 47 100                | 2017                  | 2019                  | Том Соун              |
| Детройт Сити               | Хамтрамк, Мичиган             | Киуэрт Стэдиум                 | 7 933                 | 2012                  | 2022                  | Дэнни Дичио           |
| Инди Илевен                | Индианаполис, Индиана         | Кэрролл Стэдиум                | 10 524                | 2013                  | 2018                  | Шон Маколи            |
| Лаудон Юнайтед             | Лисберг, Виргиния             | Сегра Филд                     | 5 000                 | 2018                  | 2019                  | Райан Мартин          |
| Луисвилл Сити              | Луисвилл, Кентукки            | Линн Фэмили Стэдиум            | 11 700                | 2014                  | 2015                  | Дэнни Круз            |
| Майами                     | Юниверсити-Парк, Флорида      | Эф-ай-ю Стэдиум                | 20 000                | 2015                  | 2020                  | Антонио Ночерино      |
| Норт Каролина              | Кэри, Северная Каролина       | Уэйк-Мед Соккер Парк           | 10 000                | 2006                  | 2024                  | Джон Брэдфорд         |
| Питтсбург Риверхаундс      | Питтсбург, Пенсильвания       | Хаймарк Стэдиум                | 5 000                 | 1999                  | 2011                  | Боб Лилли             |
| Род-Айленд                 | Смитфилд, Род-Айленд          | Берн Стэдиум                   | 5 252                 | 2019                  | 2024                  | Хано Смит             |
| Тампа-Бэй Раудис           | Сент-Питерсберг, Флорида      | Эл Ланг Стэдиум                | 7 227                 | 2008                  | 2017                  | Робби Нейлсон         |
| Хартфорд Атлетик           | Хартфорд, Коннектикут         | Тринити Хелс Стэдиум           | 5 500                 | 2018                  | 2019                  | Брендан Берк          |
| Чарлстон Бэттери           | Маунт-Плезант, Южная Каролина | Патриотс Пойнт Соккер Комплекс | 3 900                 | 1993                  | 2011                  | Бен Пирманн           |
| Западная конференция       |                               |                                |                       |                       |                       |                       |
| Колорадо-Спрингс Суитчбэкс | Колорадо-Спрингс, Колорадо    | Уиднер Филд                    | 8 000                 | 2013                  | 2015                  | Джеймс Чеймберз       |
| Лас-Вегас Лайтс            | Лас-Вегас, Невада             | Кэшмен Филд                    | 9 334                 | 2017                  | 2018                  | Деннис Санчез         |
| Мемфис 901                 | Мемфис, Теннесси              | Ауто-Зоун Парк                 | 10 000                | 2018                  | 2019                  | Стивен Гласс          |
| Монтерей-Бэй               | Сисайд, Калифорния            | Кардинейл Стэдиум              | 6 000                 | 2021                  | 2022                  | Фрэнк Йеллоп          |
| Нью-Мексико Юнайтед        | Альбукерке, Нью-Мексико       | Айзотоупс Парк                 | 13 500                | 2018                  | 2019                  | Эрик Куилл            |
| Окленд Рутс                | Окленд, Калифорния            | Пайонир Стэдиум                | 5 000                 | 2018                  | 2021                  | Гэвин Глинтон (и. о.) |
| Ориндж Каунти              | Ирвайн, Калифорния            | Чемпионшип Соккер Стэдиум      | 5 000                 | 2010                  | 2011                  | Мортен Карлсен        |
| Сакраменто Рипаблик        | Сакраменто, Калифорния        | Харт Хелс Парк                 | 11 569                | 2012                  | 2014                  | Марк Бриггз           |
| Сан-Антонио                | Сан-Антонио, Техас            | Тойота Филд                    | 8 296                 | 2016                  | 2016                  | Ален Марсина          |
| Талса                      | Талса, Оклахома               | Уаноук Филд                    | 7 833                 | 2013                  | 2015                  | Марио Санчез          |
| Финикс Райзинг             | Финикс, Аризона               | Финикс Райзинг Соккер Стэдиум  | 10 000                | 2014                  | 2014                  | Дэнни Стоун           |
| Эль-Пасо Локомотив         | Эль-Пасо, Техас               | Саутуэст Юниверсити Парк       | 9 500                 | 2018                  | 2019                  | Брайан Клэрхот        |

### Клубы, пропускающие сезон
| Клуб        | Город                   | Стадион      | Вместимость | Основан | Годы активности в Чемпионшипе ЮСЛ | Примечания |
| ----------- | ----------------------- | ------------ | ----------- | ------- | --------------------------------- | --- |
| ОКС Энерджи | Оклахома-Сити, Оклахома | Тафт Стэдиум | 7 500       | 2013    | 2014—2021                         | Планируется возвращение в 2027 году после строительства нового стадиона |
| Форт-Уэрт   | Форт-Уэрт, Техас        | —            | 10 000      | 2017    | 2019—2021                         | Ранее команда называлась «Остин Боулд» и играла в Остине, штат Техас; Планируется возвращение в 2024 году после строительства нового стадиона. По состоянию на 2024 год команда всё ещё не выступает. |

### Будущие клубы
| Клуб                      | Город                       | Стадион                | Вместимость | Основан | Вступление в лигу | Главный тренер |
| ------------------------- | --------------------------- | ---------------------- | ----------- | ------- | ----------------- | -------------- |
| Арканзас                  | Арканзас, Арканзас          | ЮСЛ Арканзас Стэдиум   | 5 000       | 2023    | 2026              |                |
| Айова                     | Де-Мойн, Айова              | Про Айова Стэдиум      | 6 300       | 2021    | БОП               |                |
| Баффало                   | Буффало, Нью-Йорк           | БОП                    | БОП         | 2024    | 2026              |                |
| Бруклин                   | Бруклин, Нью-Йорк, Нью-Йорк | Маймонидис Парк        | 7 000       | 2023    | 2025              |                |
| Милуоки                   | Милуоки, Висконсин          | Айрон Дистрикт Стэдиум | 8 000       | 2022    | 2026              |                |
| Новый Орлеан              | Новый Орлеан, Луизиана      | БОП                    | БОП         | 2022    | БОП               |                |
| Палм-Бич                  | Палм-Бич, Флорида           | БОП                    | БОП         | 2023    | БОП               |                |
| Спортинг Клуб Джэксонвилл | Джэксонвилл, Флорида        | БОП                    | БОП         | 2022    | 2025              |                |

### Бывшие клубы
| Клуб                    | Город                         | Стадион                             | Вместимость | Годы активности в Чемпионшипе ЮСЛ |
| ----------------------- | ----------------------------- | ----------------------------------- | ----------- | --------------------------------- |
| Антигуа Барракуда       | Сент-Джонс, Антигуа и Барбуда | Стэнфорд Крикет Граунд              | 5 000       | 2011—2013                         |
| Атланта Юнайтед 2       | Кеннесо, Джорджия             | Фифт Тёрд Банк Стэдиум              | 8 318       | 2018—2022                         |
| Ви Эс Ай Тампа-Бэй      | Плант-Сити, Флорида           | Плант-Сити Стэдиум                  | 6 700       | 2013                              |
| Дейтон Датч Лайонс      | Уэст-Карролтон, Огайо         | ДОК Стэдиум                         | 3 000       | 2011—2014                         |
| Лос-Анджелес Гэлакси II | Карсон, Калифорния            | Дигнити Хелс Трак Стэдиум           | 5 000       | 2014—2022                         |
| Монреаль                | Монреаль, Квебек              | Комплекс Спортиф Клод-Робийяр       | 3 500       | 2015—2016                         |
| Нью-Йорк                | Куинс, Нью-Йорк, Нью-Йорк     | Белсон Стэдиум                      | 5 000       | 2011                              |
| Нэшвилл                 | Нашвилл, Теннесси             | Фёрст Теннесси Парк                 | 10 000      | 2016—2019                         |
| Нью-Йорк Ред Буллз II   | Монтклэр, Нью-Джерси          | Эм-эс-ю Соккер Парк ат Питтсер Филд | 5 000       | 2015—2022                         |
| Орландо Сити            | Лейк-Буэна-Виста, Флорида     | ESPN Wide World of Sports Complex   | 5 500       | 2011—2014                         |
| Орландо Сити Б          | Орландо, Флорида              | Орландо Сити Стэдиум                | 3 500       | 2016—2017                         |
| Остин Ацтекс            | Остин, Техас                  | Хаус Парк                           | 6 500       | 2015                              |
| Остин Боулд             | Остин, Техас                  | Боулд Стэдиум                       | 5 000       | 2019—2021                         |
| Оттава Фьюри            | Оттава, Онтарио               | Ти-ди Плэйс Стэдиум                 | 24 000      | 2017—2019                         |
| Пенн                    | Гаррисберг, Пенсильвания      | Эф-эн-би Филд                       | 6 187       | 2011—2018                         |
| Портленд Тимберс 2      | Хилсборо, Орегон              | Хилсборо Стэдиум                    | 7 600       | 2015—2020                         |
| Пуэрто-Рико Юнайтед     | Агуада, Пуэрто-Рико           | Агуада Стэдиум                      | 4 000       | 2011                              |
| Реал Монаркс            | Херриман, Юта                 | Зайонс Парк Стэдиум                 | 5 000       | 2015—2021                         |
| Ривер Плейт Пуэрто-Рико | Фахардо, Пуэрто-Рико          | Роберто Клементе Стэдиум            | 12 500      | 2011                              |
| Рино 1868               | Рино, Невада                  | Грейтер Невада Филд                 | 9 013       | 2017—2020                         |
| Рио-Гранде Валли Торос  | Эдинберг, Техас               | Эйч-и-би Парк                       | 9 400       | 2016—2023                         |
| Ричмонд Кикерс          | Ричмонд, Виргиния             | Сити Стэдиум                        | 22 000      | 2011—2018                         |
| Рочестер Райнос         | Рочестер, Нью-Йорк            | Капелли Спорт Стэдиум               | 13 768      | 2011—2017                         |
| Сан-Диего Лойал         | Сан-Диего, Калифорния         | Тореро Стэдиум                      | 6 000       | 2020—2023                         |
| Севилья Пуэрто-Рико     | Хункос, Пуэрто-Рико           | Хосуэ Элевадито Гонсалес Стэдиум    | 2 500       | 2011                              |
| Сент-Луис               | Фентон, Миссури               | Уэст Коммьюнити Стэдиум             | 5 500       | 2015—2020                         |
| Спортинг Канзас-Сити II | Канзас-Сити, Канзас           | Чилдренс Мерси Парк                 | 18 467      | 2016—2021                         |
| Такома Дифайенс         | Такома, Вашингтон             | Чейни Стэдиум                       | 6 500       | 2015—2021                         |
| Торонто II              | Торонто, Онтарио              | Лампорт Стэдиум                     | 9 600       | 2015—2018                         |
| Уайткэпс 2              | Ванкувер, Британская Колумбия | Тандербёрд Стэдиум                  | 3 500       | 2015—2017                         |
| Уилмингтон Хаммерхэдс   | Уилмингтон, Северная Каролина | Легион Стэдиум                      | 6 000       | 2011—2016                         |
| Филадельфия Юнион II    | Честер, Пенсильвания          | Субару Парк                         | 18 500      | 2016—2020                         |
| Финикс                  | Темпе, Аризона                | Сан Дэвил Соккер Стэдиум            | 3 400       | 2013                              |
| Фресно                  | Фресно, Калифорния            | Чакчанси Парк                       | 12 500      | 2017—2019                         |
| Цинциннати              | Цинциннати, Огайо             | Нипперт Стэдиум                     | 33 800      | 2016—2018                         |
| Шарлотт Иглз            | Шарлотт, Северная Каролина    | Диксон Филд                         | 5 006       | 2011—2014                         |
| Шарлотт Индепенденс     | Матьюс, Северная Каролина     | Американ Легион Мемориэл Стэдиум    | 10 500      | 2015—2021                         |

## Формат соревнования
Команды Чемпионшипа ЮСЛ разделены по географическому признаку на две конференции, Восточную и Западную, по 18 клубов.
Регулярный чемпионат лиги проходит с марта по октябрь. Каждая из 36 команд проводит 34 матча внутри своей конференции по сбалансированному графику.
Лига является закрытой — как и в других североамериканских профессиональных спортивных лигах, в Чемпионшипе ЮСЛ отсутствует практика выбывания и повышения в классе.
С октября по ноябрь проходит турнир плей-офф, в который выходят 20 команд — по 10 лучших команд каждой конференции, согласно местам, занятым командами в конференциях по окончании регулярного чемпионата. Турнир, состоящий из пяти раундов, завершается матчем Кубка ЮСЛ — игрой за звание чемпиона лиги между победителями финалов конференций. В каждом раунде команды проводят по одной игре. Преимущество своего поля имеют клубы, закончившие регулярный чемпионат на более высоком месте. В случае ничейного счёта команды проводят два дополнительных пятнадцатиминутных овертайма, если результат по-прежнему остаётся равным, назначаются послематчевые пенальти.

## Трансляция матчей
Перед стартом инаугурального сезона 2011 года лига заключила трёхлетний договор на трансляцию матчей на национальным уровне с телеканалом FOX Soccer. В 2014 и 2015 годах лига транслировала все матчи на YouTube. Также в сезоне 2014 все матчи регулярного чемпионата и плей-офф транслировал онлайн-канал NSCAATV. 22 апреля 2016 года USL объявила о партнёрском соглашении с конгломератом ESPN, согласно которому 20 матчей регулярного чемпионата были показаны эксклюзивно на канале ESPN 3, а чемпионский матч — непосредственно на канале ESPN. Трансляции остальных матчей как и ранее проходили на YouTube. В сезоне 2017 партнёрство с ESPN продолжилось, было достигнуто соглашение с радиосетью SiriusXM, 17 клубов имели контракты с местными телеканалами.

## Чемпионы
| Клуб                  | Кубок USL | Годы побед | Победы в регулярном чемпионате | Годы побед       | Количество сезонов в Чемпионшипе ЮСЛ |
| --------------------- | --------- | ---------- | ------------------------------ | ---------------- | ------------------------------------ |
| Орландо Сити          | 2         | 2011, 2013 | 3                              | 2011, 2012, 2014 | 4                                    |
| Луисвилл Сити         | 2         | 2017, 2018 |                                |                  | 7                                    |
| Рочестер Райнос       | 1         | 2015       | 1                              | 2015             | 7                                    |
| Нью-Йорк Ред Буллз II | 1         | 2016       | 1                              | 2016             | 7                                    |
| Реал Монаркс          | 1         | 2019       | 1                              | 2017             | 7                                    |
| Чарлстон Бэттери      | 1         | 2012       |                                |                  | 11                                   |
| Сакраменто Рипаблик   | 1         | 2014       |                                |                  | 8                                    |
| Ориндж Каунти         | 1         | 2021       |                                |                  | 11                                   |
| Ричмонд Кикерс        |           |            | 1                              | 2013             | 8                                    |
| Цинциннати            |           |            | 1                              | 2018             | 3                                    |
| Финикс Райзинг        |           |            | 1                              | 2019             | 8                                    |
| Рино 1868             |           |            | 1                              | 2020             | 4                                    |
| Тампа-Бэй Раудис      |           |            | 1                              | 2021             | 5                                    |